# Sirouhlík
Sirouhlík je sloučeninou uhlíku a síry. Jeho vzorec je CS2. Nazývá se také sulfid uhličitý. Je to bezbarvá těkavá kapalina. Sirouhlík je za normálních podmínek bezbarvá kapalina, s vůní podobnou etheru. Komerčně dostupný sirouhlík má silný zápach, který je způsoben nečistotami, nejčastěni karbonylsulfidem a fosfanem. Na světle žloutne. Je to jedovatá hořlavina. Páry se vzduchem vytvářejí třaskavou směs v širokém rozsahu koncentrací (od 1 do 60 obj. %).

## Výroba
Vzniká vedením par síry přes rozžhavený uhlík:
C + 2 S → CS2
Další možnost je reakce methanu a síry.
2 CH4 + S8 → 2 CS2 + 4 H2S

## Vlastnosti, reakce
S vodou sirouhlík reaguje až za zvýšené teploty:
CS2 + 2 H2O → CO2 + 2 H2S
S oxidem sírovým reaguje za vzniku sulfidu karbonylu:
CS2 + 3 SO3 → COS + 4 SO2

## Využití
Využívá se při výrobě viskózy, celofánu, kaučuku apod.
Je to výborné rozpouštědlo síry, fosforu, jodu, selenu, bromu, gumy a asfaltu. Jelikož je jedovatý a toxický, je při práci s ním zapotřebí opatrnosti.
Používá se jako rozpouštědlo organických látek.

## Bezpečnost
Při vysokých úrovních je sirouhlík nebezpečný, protože ovlivňuje nervový systém. Jde o nervový jed (vyvolává bolesti hlavy, psychické poruchy, delirantní stavy, zrakové halucinace, bezvědomí a nakonec až smrt). Chronické otravy snižují chuť k jídlu, typická je bledost, poruchy spánku, neurózy a celkové postižení CNS. Typickým syndromem je oslabení paměti. Nadýchání ve vysoké koncentraci způsobuje narkózu.

## Podobné sloučeniny
- Karbonylsulfid